# La venenosa (película de 1958)
La venenosa es una película de drama mexicana de 1958, escrita y dirigida por Miguel Morayta Martínez y protagonizada por Ana Luisa Peluffo, Jorge Salcedo, Fina Basser y Adelaida Soler. Esta película está basada en novela El caballero audaz de José María Carretero.

## Sinopsis
Una ayudante de encantadora de serpientes (que posteriormente se convierte en trapecista)lleva la mala suerte en el circo a quienes se enamoran de ella. Su decisión de convertirse en trapecista nace tras el accidente que el personaje principal tiene durante una presentación

## Reparto
- Ana Luisa Peluffo
- Jorge Salcedo
- Fina Basser
- Adelaida Soler
- Ramón Gay
- Fernando Soto "Mantequilla"
- Margarita Corona
- Mariano Vidal Molina
- Mario Baroffio
- Héctor Armendáriz
- Francisco Audenino
- Andrés Lazlo
- Raúl Russo
- Strano Santos
- Nicolás Taricano

## Comentarios
Clarín dijo del filme:

”Entretelones de la vida circense tratados sin interés y con triviales incrustaciones de melodrama.”

Por su parte Manrupe y Portela escriben:

”Ridículo film…para exhibir las formas de su voluptuosa protagonista.”